# East Down
East Down – wieś w Anglii, w hrabstwie Devon, w dystrykcie North Devon.